# Мустафа Мусса
Мустафа Мусса (араб. محمد زاوي; 2 лютого 1962, Оран — 3 серпня 2024) — алжирський професійний боксер, призер Олімпійських ігор.

## Аматорська кар'єра
На Середземноморських іграх 1983 Мустафа Мусса став чемпіоном.
На Олімпійських іграх 1984 за відсутності на Олімпіаді через бойкот представників цієї дисципліни з соціалістичних країн завоював бронзову медаль, ставши разом з іншим боксером, товаришем по команді, Мохамедом Зауї першим алжирцем, який завоював олімпійську медаль.
- В 1/8 фіналу переміг Дрейка Тадзі (Малаві) — 5-0
- У чвертьфіналі переміг Тоні Вілсона (Велика Британія) — 5-0
- У півфіналі програв Антону Йосипович (Югославія) — 0-5

На Панарабських іграх 1985 став чемпіоном.
На Всеафриканських іграх 1987, програвши у фіналі Рунду Каніка (Заїр), завоював срібну медаль.

## Професіональна кар'єра
На професійному рингу провів чотири боя, зазнавши у всіх поразки.